# Β-プリメベロシダーゼ
β-プリメベロシダーゼ (beta-primeverosidase, EC 3.2.1.149) は、以下の化学反応を触媒する酵素である。
6-O-(β-D-キシロピラノシル)-β-D-グルコピラノシド + H2O {\displaystyle \rightleftharpoons } 6-O-(β-D-キシロピラノシル)-β-D-グルコピラノース + アルコール
したがって、この酵素の基質は、6-O-(β-D-キシロピラノシル)-β-D-グルコピラノシドと水の2つ、生成物は6-O-(β-D-キシロピラノシル)-β-D-グルコピラノースとアルコールの2つである。
この酵素は、ヒドロラーゼ、特にO-およびS-グリコシル化合物を加水分解するグリコシダーゼに分類される。系統名は、6-O-(β-D-キシロピラノシル)-β-D-グルコピラノシド　6-O-(β-D-キシロシル)-β-D-グルコヒドロラーゼ (6-O-(beta-D-xylopyranosyl)-beta-D-glucopyranoside 6-O-(beta-D-xylosyl)-beta-D-glucohydrolase) である。